# Harvey J. Alter
Harvey James Alter (sinh ngày 12 tháng 9 năm 1935) là một nhà nghiên cứu y khoa, nhà virus học và bác sĩ người Mỹ, người nổi tiếng với công trình dẫn đến việc phát hiện ra virus viêm gan C. Alter là trưởng bộ phận bệnh truyền nhiễm và là phó giám đốc nghiên cứu của Khoa Y học Truyền máu tại Trung tâm Lâm sàng Warren Grant Magnuson thuộc Viện Y tế Quốc gia (NIH). Vào giữa những năm 1970, Alter và nhóm nghiên cứu của ông đã chứng minh rằng hầu hết các trường hợp viêm gan sau truyền máu không phải do virus viêm gan A và viêm gan B. Làm việc một cách độc lập, Alter đã cùng với Edward Tabor, một nhà khoa học tại Cục quản lý Thực phẩm và Dược phẩm Hoa Kỳ thông qua nghiên cứu về sự lây truyền ở tinh tinh, đã chứng minh có một dạng viêm gan mới, ban đầu được gọi là "viêm gan không phải A, không phải B" gây ra nhiễm trùng và rằng tác nhân gây bệnh có lẽ là vi rút. Công trình nghiên cứu này cuối cùng đã dẫn đến việc phát hiện ra vi rút viêm gan C vào năm 1988, sau đó ông đã nhận giải Nobel Sinh lý và Y khoa năm 2020 cùng với Michael Houghton và Charles M. Rice.
Alter đã nhận được sự công nhận cho nghiên cứu dẫn đến việc phát hiện ra vi rút gây ra viêm gan C. Ông đã được trao tặng Huân chương Dịch vụ Xuất sắc, giải thưởng cao nhất được trao cho dân thường trong dịch vụ y tế công cộng của chính phủ Hoa Kỳ và năm 2000 nhận giải Albert Lasker cho Nghiên cứu Y khoa Lâm sàng.

## Đầu đời và giáo dục
Alter sinh ra ở Thành phố New York trong một gia đình Do Thái. Ông học tại trường Đại học Rochester ở Rochester, New York rồi lấy bằng Cử nhân Văn học năm 1956. Năm 1960, Alter lấy bằng y khoa của Đại học Rochester sau đó bắt đầu cư trú tại Strong Memorial. Khóa đào tạo sau đại học của Alters bao gồm việc luân chuyển làm cộng tác viên lâm sàng tại Viện Y tế Quốc gia ở Bethesda, Maryland, từ tháng 12 năm 1961 đến tháng 6 năm 1964; một năm nội trú y khoa tại Hệ thống Bệnh viện Đại học Washington, Seattle, Washington, từ tháng 7 năm 1964 đến tháng 6 năm 1965; và làm việc như một nhà nghiên cứu về huyết học tại Bệnh viện Đại học Georgetown, Washington, DC, từ tháng 7 năm 1965 đến tháng 6 năm 1966.

## Sự nghiệp
Alter có giấy phép y tế do Đặc khu Columbia cấp. Ngoài ra, ông còn có chứng chỉ của Hội đồng bệnh học Hoa Kỳ về chuyên ngành ngân hàng máu và là thành viên của Hiệp hội Bác sĩ Hoa Kỳ. Ông tham gia hội chẩn khám lâm sàng bao gồm: giám đốc, nghiên cứu huyết học tại Bệnh viện Đại học Georgetown từ tháng 7 năm 1966 đến tháng 6 năm 1969; điều tra viên cao cấp tại Khoa Y học Truyền máu của Viện Y học từ tháng 7 năm 1969 đến nay; trưởng khoa bệnh truyền nhiễm tại khoa truyền bệnh Trung tâm lâm sàng NIH từ tháng 12 năm 1972 đến nay; phó giám đốc nghiên cứu tại khoa truyền máu của Trung tâm lâm sàng NIH từ tháng 1 năm 1987 đến nay.
Các sự kiện bổ nhiệm Alter bao gồm: phó giáo sư y khoa lâm sàng tại Bệnh viện Đại học Georgetown; Giáo sư phụ tá tại Tổ chức Nghiên cứu Y sinh Tây Nam ở San Antonio, TX; giáo sư y học lâm sàng tại Bệnh viện Đại học Georgetown; và một vị trí giảng viên tại Chương trình Đào tạo Nghiên cứu Lâm sàng tại NIH.

## Nghiên cứu y học
Khi còn là một nhà nghiên cứu trẻ vào năm 1964, Alter đã đồng phát hiện ra antigen Australian cùng với Baruch Blumberg. Công việc này là một yếu tố chính trong việc phân lập vi rút viêm gan B. Sau đó, Alter dẫn đầu một dự án Trung tâm Lâm sàng nhằm lưu trữ các mẫu máu được sử dụng để tìm ra nguyên nhân và giảm nguy cơ mắc bệnh viêm gan do truyền máu. Dựa trên công trình của ông, Hoa Kỳ đã bắt đầu các chương trình sàng lọc máu và người hiến tặng để giảm nguyên nhân gây viêm gan do nguy cơ này từ 30% năm 1970 xuống gần 0.
Vào giữa những năm 1970, Alter và nhóm nghiên cứu của ông đã chứng minh rằng hầu hết các trường hợp sau khi truyền viêm gan không do virus viêm gan A và viêm gan B. Công việc của Alter, phối hợp với Bob Purcell và công việc của Edward Tabor trong một phòng thí nghiệm khác được tiến hành đồng thời, đã chứng minh qua các nghiên cứu về sự lây truyền ở tinh tinh có một dạng viêm gan mới, ban đầu được gọi là "viêm gan không phải A, không phải B" là nguyên nhân gây ra các bệnh nhiễm trùng. Công việc này cuối cùng đã dẫn đến việc phát hiện ra virus viêm gan C. Năm 1988, nhóm của Alter đã xác nhận vi rút viêm gan mới bằng cách xác minh sự hiện diện của nó trong bảng lưu trữ mẫu vật NANBH của họ. Vào tháng 4 năm 1989, việc phát hiện ra vi rút không phải A, không phải B, được đổi tên thành vi rút viêm gan C được công bố trong hai bài báo trên tạp chí Science.

## Danh hiệu và giải thưởng

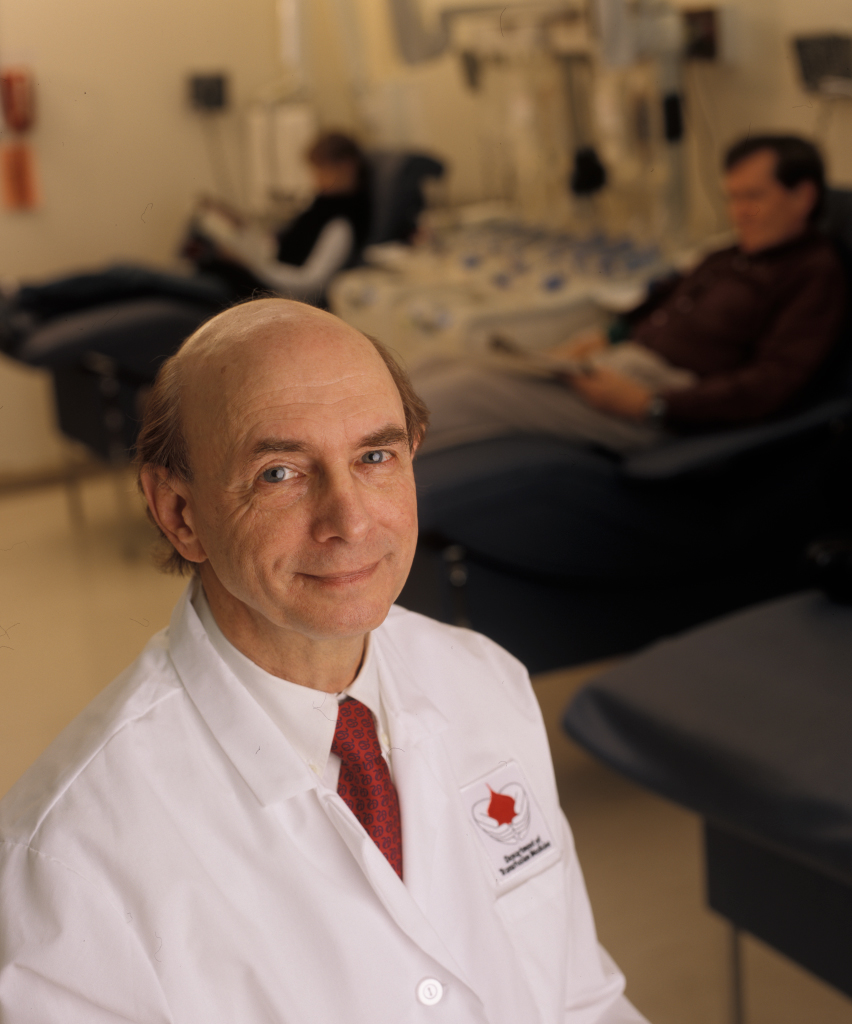
Alter vào năm 2000

Alter đã nhận được sự công nhận cho nghiên cứu của ông bao gồm Giải thưởng Albert Lasker cho Nghiên cứu Y học Lâm sàng năm 2000 cho công trình của ông dẫn đến việc phát hiện vi rút gây ra bệnh viêm gan C. Alter và người đồng giải thưởng Michael Houghton đã được công nhận vì đã phát triển các phương pháp sàng lọc máu, về cơ bản đã loại bỏ nguy cơ viêm gan do truyền máu ở Hoa Kỳ. Các danh hiệu khác cho nghiên cứu y tế của ông bao gồm Huân chương Dịch vụ Xuất sắc, giải thưởng cao nhất được trao trong dịch vụ y tế công cộng của chính phủ Hoa Kỳ. Alter đã được bầu vào cả Viện Hàn lâm Khoa học Quốc gia và Viện Y học. Năm 2002, anh nhận được Giải thưởng Chủ tịch Hiệp hội Truyền máu Quốc tế. Và vào năm 2005, ông đã nhận được Giải thưởng Hiệp hội Bác sĩ Hoa Kỳ cho Công trình Xuất sắc trong Khoa học liên quan đến Y học, và Giải thưởng Quốc tế đầu tiên của Inserm.
Khi nói về sự nghiệp nghiên cứu lâu dài của Alter tại thời điểm nhận giải thưởng Lasker 2000, Harvey Klein, trưởng khoa Y tế Truyền máu Trung tâm Lâm sàng lưu ý, "Là một thành viên nghiên cứu trẻ tuổi, Tiến sĩ Alter đã đồng phát hiện ra kháng nguyên Australia, chìa khóa để phát hiện virus viêm gan B. Đối với nhiều nhà sáng chế, đó sẽ là điểm sáng trong sự nghiệp. Đối với Tiến sĩ Alter, đó chỉ là một khởi đầu tốt đẹp."
Alter đã được trao giải Nobel Sinh lý học hoặc Y học năm 2020 cùng với Michael Houghton và Charles M. Rice vì "những khám phá dẫn đến việc xác định vi-rút Viêm gan C."

## Đời sống riêng tư
Ông kết hôn với Barbara Bailey; họ có hai người con, Mark, cũng là một Tiến sĩ Y học và Stacey là một giáo viên. Ông hiện kết hôn với Diane Dowling và có hai con riêng, Lydia Rodin và Erinn Torres, và chín đứa cháu.